# Cody Cummings
Cody Cummings (nascido em 13 de maio de 1980) é um ator pornográfico norte-americano que atua como 'Gay-For-Pay' em filmes voltados para o público héteroflexível e também o g0y.
Cody se estreou na Next Door Studios em 2007, estrelando o filme "Straight to the Point 2". Ele possui um site próprio dedicado á sua carreira, bem como outros atores heterossexuais que atuam no pornô g0y/bi/homoerótico, como Marcus Mojo, Rod Daily ou Tommy D.
Em 2009, ganhou o prêmio de Melhor Personalidade na Cybersocket Web Awards e se destaca-se que em todos os seus filmes pornográficos, nunca há penetração nas cenas homomasculinas, possuindo a particularidade do estilo heterogoy porn.

## Prêmios e indicações
| Ano  | Cerimônia              | Resultado | Categoria            | Trabalho indicado |
| ---- | ---------------------- | --------- | -------------------- | ----------------- |
| 2009 | Cybersocket Web Awards | Venceu    | Melhor Personalidade | —                 |
| 2012 | Cybersocket Web Awards | Venceu    | Best Amateur Webcam  | codycummings.com  |